# Verdi (Nevada)
Verdi – jednostka osadnicza w Stanach Zjednoczonych, w stanie Nevada, w hrabstwie Washoe.